# Маяк Пойнт-Ретрит
Маяк Пойнт-Ретрит (англ. Point Retreat Light) — маяк, расположенный на полуострове Мэнсфилд на севере острова Адмиралти в городе и боро Джуно, Аляска, США. Открыт в 1904 году. Был автоматизирован в 1973 году. Самый маленький по высоте маяк штата (наряду с маяком мыса Спенсер).

## Название
Во время исследовательской экспедиции в 1794 году, капитан Джордж Ванкувер отправил лейтенанта Джозефа Уитби пополнить запасы провианта и пресной воды на остров Адмиралти. Уитби встретил на острове туземцев, занятых праздничным ритуалом. Не зная, окажутся они дружелюбными или нет, Уитби спешно направился на самый север острова, где их ожидал корабль. В честь этого события капитан Ванкувер назвал самую северную точку острова Адмиралти Пойнт-Ретрит (англ. Point Retreat - точка отступления).

## История
Через узкие проливы между островами на юго-востоке штата Аляска проходил путь из Скагуэя до крупных городов тихоокеанского побережья США, по которому доставлялось добытое золото во время золотой лихорадки на Клондайке. Сильные течения, туманы, дожди и скалистое побережье делали навигацию в этом районе сложной, потому правительство США выделило в 1900 году 100 000$ на строительство маяков в этом районе. Выделенных средств хватило только на 2 маяка: маяк островов Файв-Фингер и маяк острова Сентинел. Этих двух маяков было недостаточно, чтобы обеспечить безопасное судоходство в районе, потому было решено построить дополнительные маяки.
Строительство маяка Пойнт-Ретрит было одобрено в 1901 году, однако, финансирование начало поступать только через 2 года. Первоначальное здание представляло собой деревянное строение с небольшой гексагональной башней в центре . Маяк был открыт 15 сентября 1904 года. Однако вскоре выяснилось, что его мощности было недостаточно для обеспечения безопасной навигации. И 28 марта 1922 года Конгресс США выделил 125 000$ на улучшение навигации в Аляске, и строительство нового маяка Пойнт-Ретрит стало частью этой программы. Работы по строительству нового маяка начались 1 июля 1922 года. Новое здание представляло собой прямоугольное бетонное здание с квадратной башней. Строительство обошлось в 58 242$. В 1924 году маяк был повторно открыт, точная дата неизвестна. Он был автоматизирован Береговой охраной США в 1973 году. В настоящее время работает на солнечной энергии.
В 2003 году маяк был включен в Национальный реестр исторических мест, где описан как «исторический район, включающий четыре здания и три строения».

## Фотографии

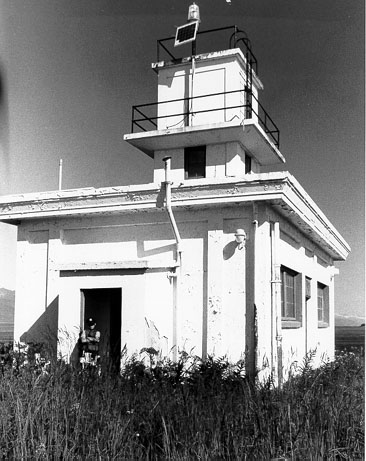
Маяк во время ремонта 1973 г. с демонтированной осветительной комнатой